# Avenida La Florida
La Avenida La Florida es una arteria vial de Santiago de Chile, ubicada en la comuna homónima en sentido norte-sur.
Es la continuación natural de la avenida Macul hacia el sur, partiendo desde el cruce de las avenidas Macul, Departamental y Américo Vespucio, donde se ubica la estación del Metro Macul. Es una arteria principal en la conectividad de la zona suroriente de la capital, apoyando a la avenida Vicuña Mackenna, arteria paralela, en esta labor. Posee alta concentración de zonas residenciales, mezcladas con zonas comerciales. La avenida La Florida cambia de nombre una vez que se terminan los límites de la comuna, por lo que desde la altura de avenida Trinidad (paradero 21) la caletera oriente se pasa a llamar Camilo Henríquez, y a partir de la avenida Diego Portales (paradero 26), la avenida La Florida se transforma por completo en la avenida Camilo Henríquez.
Se prevé, como proyecto a futuro por la Subsecretaría de Transportes, la construcción de una línea del Metro de Santiago por sobre o bajo esta avenida, pero hasta el momento ha sido descartada debido a la cercanía relativa que tiene con la línea 4 y a que otros sectores se han vuelto prioridad de la empresa. En julio de 2014, un grupo de especialistas en transporte y urbanismo (incluido el exministro Pedro Pablo Errázuriz) propuso una nueva línea para el ferrocarril metropolitano de Santiago, que fuera por el eje Zanjón de La Aguada-avenida La Florida, entre la estación Bio-Bío y la comuna de La Florida.
El 1 de junio de 2018, en la cuenta pública del segundo gobierno de Sebastián Piñera, fue anunciada la nueva Línea 8 del Metro de Santiago, la cual recorrerá esta avenida y que será inaugurada en 2032.

## Lista de paraderos
| Número | Intersección                                     |
| ------ | ------------------------------------------------ |
| 8      | Departamental                                    |
| 9      | Centro de Salud La Florida/El Parque             |
| 10     | Liceo Técnico La Florida                         |
| 11     | Real Pontevedra/Los Aralios                      |
| 12     | Teniente de Marina Rolando Froden/Los Cardenales |
| 13     | Manzanillones                                    |
| 14     | Walker Martínez                                  |
| 15     | Ensenada/Quilapán                                |
| 16     | Gerónimo de Alderete                             |
| 17     | Santa Julia                                      |
| 18     | Rojas Magallanes                                 |
| 19     | Enrique Olivares                                 |
| 20     | Santa Amalia                                     |
| 21     | Trinidad                                         |
| 22     | José Miguel Carrera/Lago Yelcho                  |
| 23     | San José de la Estrella                          |
| 24     | Cementerio Parque El Prado                       |
| 25     | San Jorge                                        |
| 26     | Diego Portales                                   |